# Sayyad-2

Un sistem Sayyad-2 al Forțelor Aeriene ale Republicii Islamice pentru apărare din 2015.
Sayyad 2 (Hunter II) este o rachetă cu combustibil solid cu rază medie de înaltă distanță fabricată de Iran. Sayyad-2 este o versiune lansată canistră a rachetelor navale de sol-aer RIM-66 Standard (SM-1), pe care Iranul le-a obținut din Statele Unite înainte de revoluția din 1979.

## Vezi și
- Mersad
- Raad (sistem de apărare aeriană)
- Ya Zahra